# Édouard-Henri Avril
Édouard-Henri Avril (sinh ngày 21 tháng 5 năm 1849 - mất ngày 28 tháng 7 năm 1928) là một họa sĩ người Pháp và là một nghệ sĩ chuyên vẽ tranh thuê. Dưới bút danh Paul Avril ông là một họa sĩ tiêu biểu của nghệ thuật tranh khiêu dâm trong đó những tác phẩm của ông tập trung mô tả có chiều sâu về quan hệ tình dục đặc biệt là đặc tả rất kỹ các kiểu, tư thế quan hệ tình dục cũng như những chủ đề khác liên quan đến tình dục.

## Tiểu sử
Sinh ra và lớn lên tại Algiers, Avril học tập nghệ thuật tại các cơ sở khác nhau ở thủ đô Paris. Từ năm 1874 đến 1878 ông học tập tại École des Beaux Arts tại Paris. Tại đây, ông đã được giao nhiệm vụ minh họa cho cuốn tiểu thuyết Fortunio Théophile Gautier, ông lấy bút danh Paul Avril từ đây.
Danh tiếng của ông đã sớm nổi như cồn và ông đã nhận được nhiều khoản huê hồng để vẽ tranh minh họa cho tác giả lớn về những hình thức khiêu dâm. Avril đã vẻ tranh minh họa cho các tác phẩm như Gustave Flaubert Salammbo, Le Roi Caundale Gautier, Fanny Hill John Cleland, Cuộc phiêu lưu của Hiệp sĩ Faublas, Oncle Barbassou Mario Uchard (cảnh trong một hậu cung), Jean Baptiste Louvet de Couvray, Jules Michelet The Madam, các tác phẩm của Pietro Aretino, và chủ đề đồng tính nữ trong tiểu thuyết Gamiani.
Avril mất tại Le raincy vào năm 1928.

## Tác phẩm

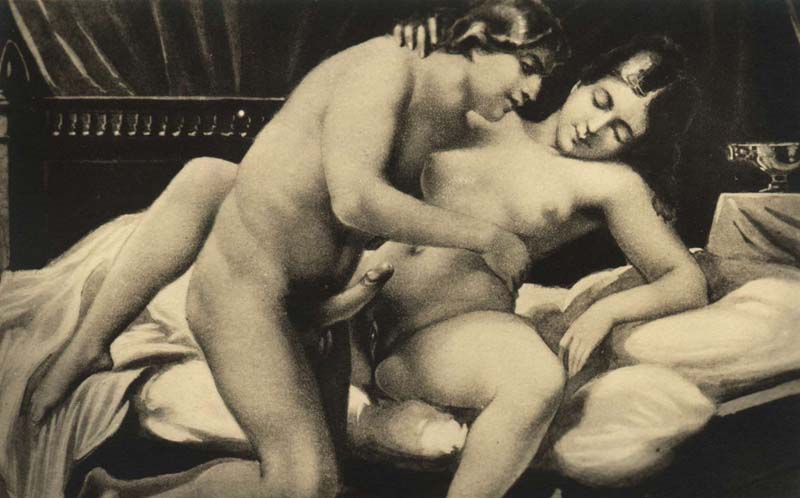
Les Sonnetts Luxurieux (1892) de Pietro Aretino
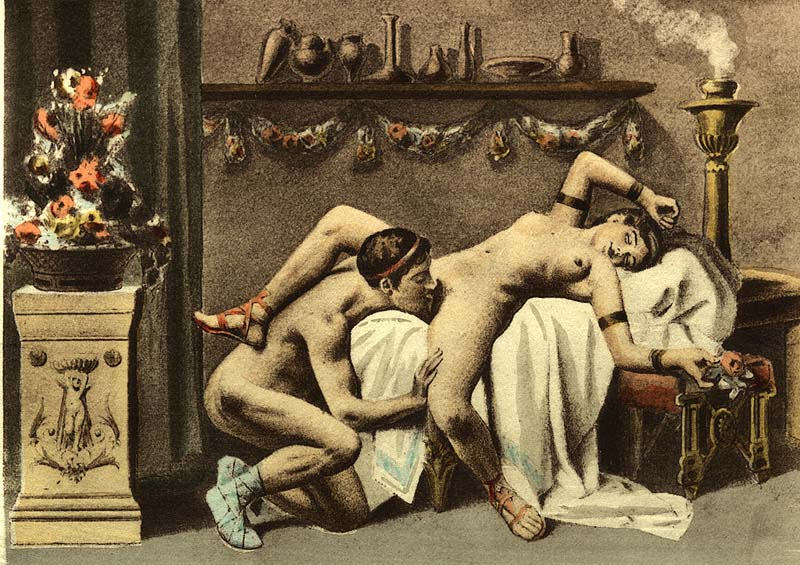
interior illustration for De Figuris Veneris
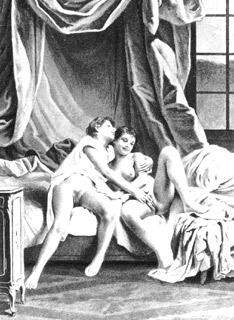
Histoire de Saturnin 1908
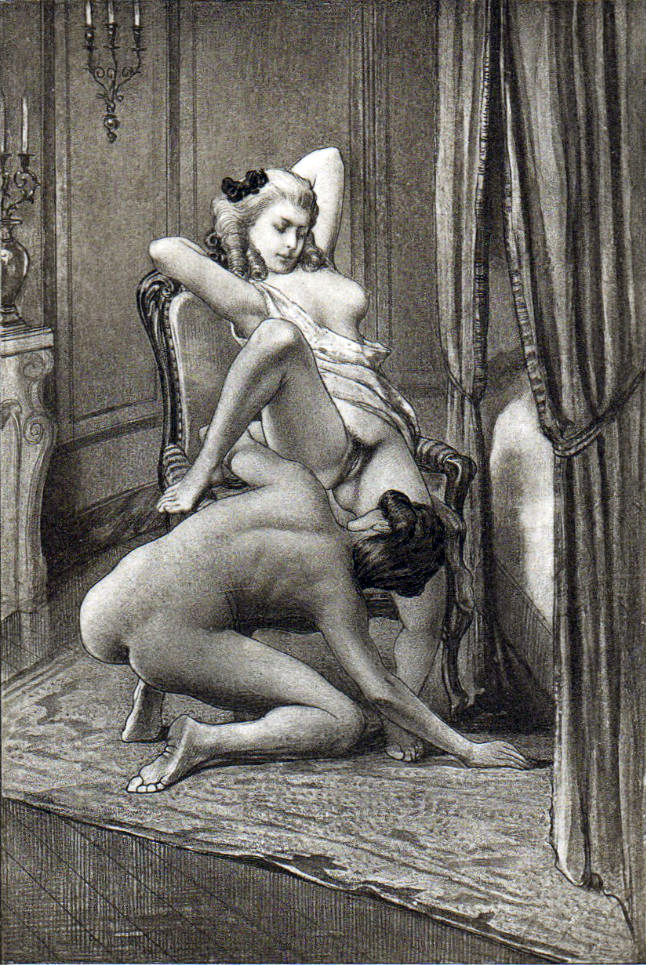
illustration for Fanny Hill: "Les charmes de Fanny exposés"
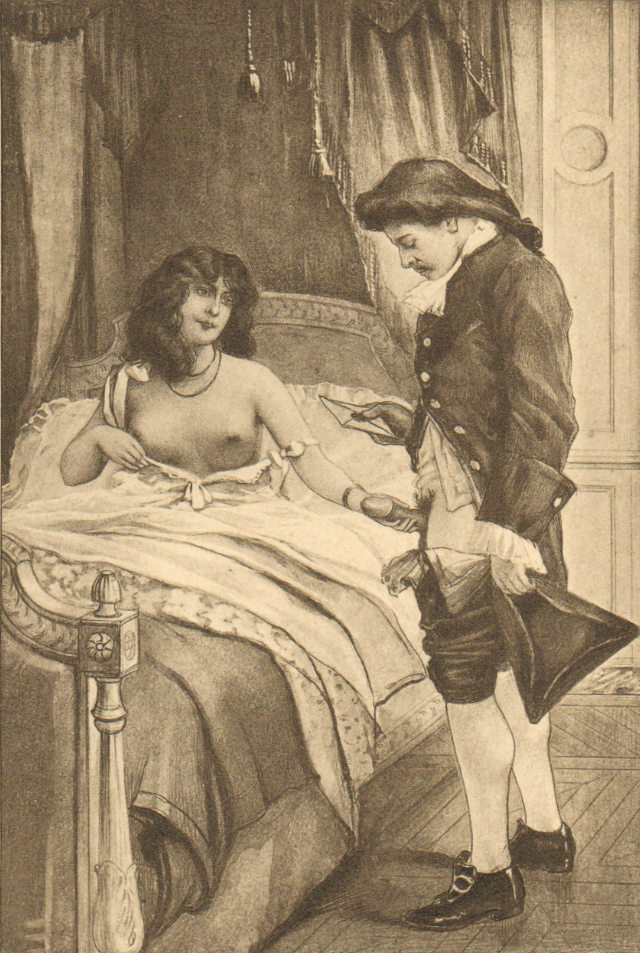
illustration for Fanny Hill: "Fanny emboldens William"
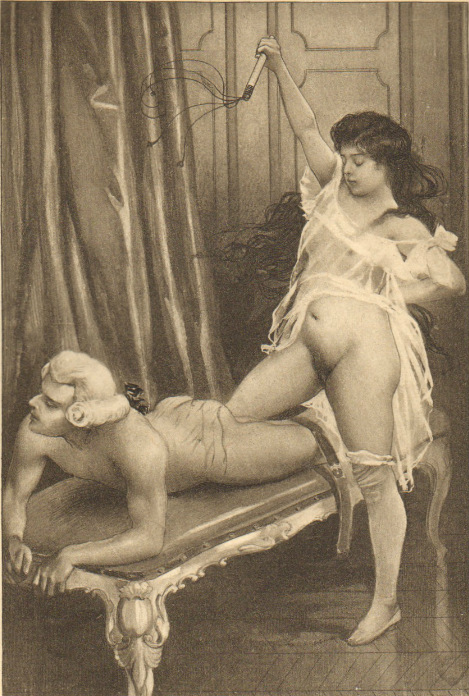
illustration for Fanny Hill: a flagellation scene
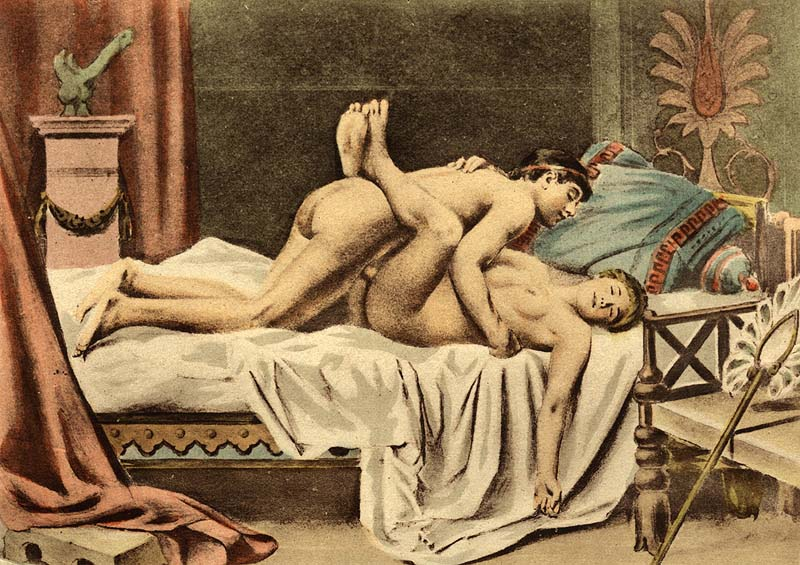
Tư thế truyền giáo
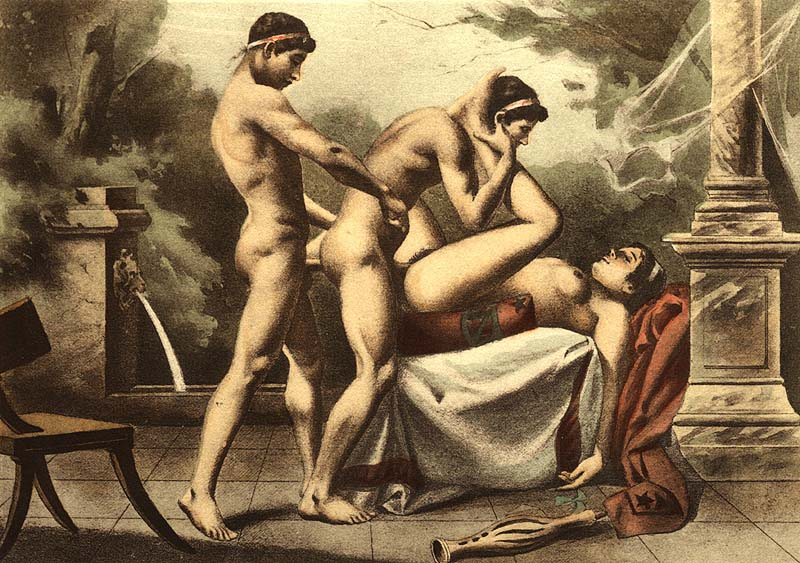
Cảnh Chơi sâm